# 1994년 한국프로야구 신인 드래프트
1994년 한국프로야구 신인선수 지명회의는 지역 연고를 바탕으로 한 '1차 지명'과 지역 연고 내 고졸 선수를 지명하는 '고졸연고지명',  '2차 지명'과 정식으로 지명을 받지 못한 '신고선수'로 이루어져 있다.
한편, 1991년 11월 5일 개최된 1992년 드래프트(해태 1차지명자 박재홍과 LG 1차지명자 임선동이 연세대-OB 1차지명자 손경수가 홍익대 진학) 이후 고교생 1차 지명자가 뜸해졌고 이 과정에서  고졸 유망주들을 둘러싼 대학과 프로구단 사이의 선수쟁탈전이 과열되기도 했으며 그 이후 1996년부터 1999년까지 고졸 우선지명 제도가 도입되기도 했다.

## 1차 지명
- 구단 순서는 A~Z, 한글 순.

| 구단            | 성명   | 출신학교                                                  | 포지션 | 비고 |
| --------------- | ------ | --------------------------------------------------------- | ------ | --- |
| LG 트윈스       | 류지현 | 충암초등학교 - 충암중학교 - 충암고등학교 - 한양대학교     | 내야수 | 1994년 신인왕 두음법칙으로 류지현으로 개명 국가대표 내야/주루코치 (2017년) KBS N 스포츠 야구 해설위원 (2023년 ~ 현재) |
| OB 베어스       | 류택현 | 서울도곡초등학교 - 신일중학교 - 휘문고등학교 - 동국대학교 | 투수   | 現 SSG 랜더스 코치 (2025년 ~ )                                                                                        |
| 롯데 자이언츠   | 강상수 | 부산고등학교 - 고려대학교                                 | 투수   | 前 KIA 타이거즈 투수총괄코치, 2군 투수코치 (2019년)                                                                   |
| 삼성 라이온즈   | 감병훈 | 경북고등학교 - 단국대학교                                 | 투수   | 前 부산공업고등학교 야구부 코치(2015)                                                                                 |
| 쌍방울 레이더스 | 이군옥 | 군산상업고등학교 - 원광대학교                             | 외야수 | 이후 모교인 전 군산상고 감독                                                                                          |
| 태평양 돌핀스   | 최상덕 | 인천고등학교 - 홍익대학교                                 | 투수   | 1996년 현대 유니콘스의 인계로 박재홍의 지명권 양도로 트레이드됨 현재 모교인 인천고등학교 야구부 인스트럭터 (2021~)    |
| 한화 이글스     | 길배진 | 대전고등학교 - 원광대학교                                 | 투수   | 전 금산군 리틀야구단 코치 (2014년)                                                                                    |
| 해태 타이거즈   | 최재영 | 광주진흥고등학교 - 단국대학교                             | 투수   | 現 KT 위즈 운영팀 팀장                                                                                                |

## 고졸연고지명
- 구단 순서는 A~Z, 한글 순.

※이름에 가로줄이 그어진 것은 구단이 해당 선수에 대한 지명권을 포기했음을 의미함.
| 구단            | 성명   | 출신학교           | 포지션 | 비고     |
| --------------- | ------ | ------------------ | ------ | -------- |
| LG 트윈스       | 신윤호 | 충암고등학교       | 투수   |          |
| OB 베어스       | 심정수 | 동대문상업고등학교 | 외야수 | [ 3 ]    |
| OB 베어스       | 조연제 | 덕수상업고등학교   | 외야수 |          |
| OB 베어스       | 함석원 | 충암고등학교       | 외야수 |          |
| 롯데 자이언츠   | 윤민철 | 경남고등학교       | 투수   |          |
| 삼성 라이온즈   | 고재섭 | 경북고등학교       | 투수   |          |
| 삼성 라이온즈   | 김민우 | 대구상업고등학교   | 투수   |          |
| 삼성 라이온즈   | 조문식 | 경북고등학교       | 투수   |          |
| 삼성 라이온즈   | 최우채 | 경주고등학교       | 내야수 |          |
| 쌍방울 레이더스 | 오진희 | 전주고등학교       | 포수   |          |
| 태평양 돌핀스   | 박진석 | 동산고등학교       | 투수   |          |
| 태평양 돌핀스   | 김재석 | 제물포고등학교     | 외야수 |          |
| 태평양 돌핀스   | 문창환 | 인천고등학교       | 투수   |          |
| 태평양 돌핀스   | 이기상 | 제물포고등학교     | 투수   |          |
| 태평양 돌핀스   | 전준호 | 동산고등학교       | 투수   | 1975년생 |
| 한화 이글스     | 박지상 | 세광고등학교       | 투수   |          |
| 한화 이글스     | 임헌홍 | 세광고등학교       | 투수   |          |
| 해태 타이거즈   | 이호준 | 광주제일고등학교   | 내야수 |          |

## 2차 지명
2차 지명 구단 순서는 1993년 리그 순위의 역순이다.
※이름에 가로줄이 그어진 것은 구단이 해당 선수에 대한 지명권을 포기했음을 의미함.
| 지명 순위 | 태평양                           | 쌍방울                      | 롯데                             | 한화                        | LG                               | OB                          | 삼성                        | 해태                             |
| --------- | -------------------------------- | --------------------------- | -------------------------------- | --------------------------- | -------------------------------- | --------------------------- | --------------------------- | -------------------------------- |
| 1         | 이숭용 (중앙고-경희대,내야)      | 김민국 (한서고-건국대,투수) | 임수혁 (서울고-고려대-상무,포수) | 정진식 (경남고-동아대,포수) | 인현배 (선린상고-단국대,투수)    | 홍우태 (성남고-계명대,투수) | 김한수 (광영고-중앙대,내야) | 허문회 (부산공고-경성대,내야)    |
| 1         | 곽병찬 (경남대,투수)             | 김민국 (한서고-건국대,투수) | 임수혁 (서울고-고려대-상무,포수) | 정진식 (경남고-동아대,포수) | 인현배 (선린상고-단국대,투수)    | 홍우태 (성남고-계명대,투수) | 김한수 (광영고-중앙대,내야) | 허문회 (부산공고-경성대,내야)    |
| 2         | 김성태 (마산고-계명대,포수)      | 유현승 (경남고-동아대,투수) | 김종훈 (천안북일고-경희대,외야)  | 신진수 (동아대,외야)        | 박은우 (원광대,내야)             | 김광현 (단국대,포수)        | 임채영 (경남대,포수)        | 김신 (한양대,내야)               |
| 3         | 최인선 (장충고-성균관대,내야)    | 이승환 (원광대,투수)        | 손동일 (세광고-원광대,외야)      | 전형도 (휘문고-단국대,외야) | 박철홍 (신일고-고려대-포철,투수) | 한태균 (광영고-연세대,투수) | 김태균 (부산고-중앙대,내야) | 박재용 (신일고-단국대-포철,외야) |
| 4         | 하득인 (충암고-원광대-포철,내야) | 김주성 (동아대,내야)        | 한성곤 (경남고,외야)             | 최호원 (경성대,투수)        | 최동수 (광영고-중앙대,포수)      | 윤기수 (마산고-경성대,내야) | 최찬욱 (경성대,외야)        | 유진우 (광주상고-포철,내야)      |
| 5         |                                  | 조원우 (부산고-고려대,외야) | 한상재 (부산고,투수)             |                             | 박창현 (동산고-경남대,투수)      |                             | 이태준 (부산공고,투수)      | 김봉재 (계명대,내야)             |
| 6         |                                  | 안경환 (한양대,내야)        | 박경민 (경성대,투수)             |                             | 서용빈 (선린상고-단국대,내야)    |                             |                             |                                  |
| 7         |                                  | 김성 (덕수상고-영남대,외야) |                                  |                             |                                  |                             |                             |                                  |

## 신고선수
- 구단 순서는 A~Z, 한글 순.

| 구단            | 성명   | 출신학교                      | 포지션 | 비고                 |
| --------------- | ------ | ----------------------------- | ------ | -------------------- |
| LG 트윈스       | 박정혁 | 휘문고등학교 - 고려대학교     | 외야수 | 2000년 교통사고 사망 |
| OB 베어스       | 나영철 | 경남상업고등학교 - 단국대학교 | 투수   |                      |
| 롯데 자이언츠   | 도영복 | 현대공업고등학교              | 투수   |                      |
| 롯데 자이언츠   | 김민수 | 마산고등학교                  | 포수   |                      |
| 롯데 자이언츠   | 김영일 | 부산고등학교                  | 외야수 |                      |
| 삼성 라이온즈   | 최익성 | 경주고등학교 - 계명대학교     | 외야수 |                      |
| 쌍방울 레이더스 | 고형욱 | 광주진흥고등학교 - 인하대학교 | 투수   |                      |
| 쌍방울 레이더스 | 배훈   | 광주진흥고등학교 - 인하대학교 | 투수   |                      |
| 쌍방울 레이더스 | 장재중 | 선린상업고등학교 - 건국대학교 | 포수   |                      |
| 쌍방울 레이더스 | 정인구 | 원주고등학교                  | 포수   |                      |
| 쌍방울 레이더스 | 윤승균 | 광영고등학교                  | 포수   |                      |
| 태평양 돌핀스   |        |                               |        |                      |
| 한화 이글스     |        |                               |        |                      |
| 해태 타이거즈   |        |                               |        |                      |